# Iveco Daily
L´Iveco Daily est un véhicule utilitaire moyen à lourd, né sous la marque Fiat V.I. en 1978, et confié à Iveco en 1982.
Le Daily a connu plusieurs générations et phases :
- 1re génération, de 1978 à 1999,
  - 1re série Fiat Daily avec un moteur Diesel atmosphérique,
  - 2e série Iveco TurboDaily,
  - 3e série Iveco Daily, moteurs Diesel et GNC ;
- 2e génération, de 1999 à 2014 ;
- 3e génération, vendue depuis 2014. L'Iveco Daily 35 210 actuel est le plus puissant de sa catégorie, avec 210 ch et 177 km/h en pointe. Le modèle est disponible en diesel, GNV et électrique.

## Histoire
La branche véhicules industriels du groupe Fiat, Fiat V.I. disposait de deux modèles de 3,5 tonnes : le Fiat 616N3/4 à cabine à capot et le Fiat OM 40 à cabine avancée, digne héritier des OM série zoologique. L'étude d'un modèle unique qui remplacerait ces deux petits camions débuta en 1973.
La première génération du Daily sort en 1978, portant la marque Fiat et celles de ses filiales OM et Alfa Romeo en Italie, Unic en France, Magirus-Deutz en Allemagne et Saurer en Suisse.
La principale caractéristique de cet utilitaire grand public est sa structure, directement dérivée de celle d'un vrai camion, avec un robuste châssis indépendant sur lequel peuvent être greffés tous types de carrosserie : fourgon tôlé normal, plateau, benne, minibus... La cabine, qui propose 3 places en série, peut également être doublée pour offrir 6 places.

## Daily1regénération (1978-1999)

### 1resérie- Fiat Daily (1978-1985)
En 1978, Fiat présente un véhicule révolutionnaire appelé Daily. Utilitaire léger, succédant aux anciens Fiat 242 et Fiat 616, il reçoit immédiatement un accueil très favorable des utilisateurs, qui apprécient ses excellentes qualités de robustesse et de polyvalence. Ses transformations pour des utilisations particulières sont nombreuses : fourgon tôlé, châssis cabine, double cabine, etc.
Lors de sa présentation, le Daily est commercialisé sous les appellations Fiat Daily, OM Grinta et Alfa Romeo AR8 en Italie, Unic Daily en France, Magirus Daily en Allemagne et Saurer Grinta et Daily en Suisse, avec le petit logo I de Iveco en bas à droite de la calandre, jusqu'en 1982. Entre 1982 et 1983, le logo Iveco prévaut au centre de la calandre, les marques Fiat ou Unic étant simplement rappelées en bas à droite.
Lors de son lancement, la gamme Daily comprend 3 modèles : 30F8, 35F8 et 40F8. Le premier nombre représente le PTAC du véhicule exprimé à la mode italienne, en quintaux, soit 3,0, 3,5 et 4,0 tonnes. Le "F" indique FIAT, le constructeur du moteur et le dernier chiffre correspond à la puissance du moteur exprimée en dizaine de chevaux DIN.
Selon sa configuration, le volume utile de la version fourgon long peut atteindre 17 m3, ce qui en fait un bon successeur au Fiat 242 (Citroën C35 en France), dont la fabrication se poursuit néanmoins.
En 1984, Fiat V.I. devenu Iveco  présente la gamme Daily 4x4 et, en 1985, lance la deuxième série du Daily, le TurboDaily.

### 2esérie- Iveco TurboDaily (1985-1996)
En 1985, Iveco présente la version turbodiesel, appelée TurboDaily. Pour couvrir la demande sous les 3,5 tonnes, réservée à la division véhicules utilitaires, Fiat Professional lance parallèlement le Fiat Ducato. La gamme Daily s'enrichit de deux nouveaux modèles : les 45.10 et 49.10.
L'apparition du turbodiesel à injection directe Fiat-Sofim de 2 445 cm3, développant 92 ch DIN à 3 800 tr/min, permet à la fois une augmentation de 28 % de la puissance et de 42 % du couple, un fort abaissement du niveau sonore et une baisse conséquente de la consommation par rapport à la première série.
Après l'intégration définitive de tous les secteurs d'Alfa Romeo dans le groupe Fiat en 1985, la version Alfa Romeo AR8 est supprimée le 1er janvier 1988. À partir de la seconde série, en 1990, les références aux marques nationales disparaissent toutes au profit de la seule marque Iveco. (NDLR : cette disposition sera appliquée pour tous les modèles moyens et lourds de la gamme).
Iveco lance une première version électrique du fourgon Daily en 1986.

En 1996, Iveco présente le Daily CNG, le premier utilitaire du monde fonctionnant au gaz naturel.

### 3esérie- Iveco Daily (1996-1999)
Bien que le Daily demeure très compétitif dans sa catégorie, son esthétique commence à accuser le poids des ans. Ainsi, Iveco lance une troisième série à l’apparence remaniée et dotée de quantité de nouveaux équipements technologiques, tout en conservant intactes la robustesse et la fiabilité caractéristiques du modèle.

En 1996, le Daily reçoit un très léger restylage concernant surtout l’intérieur, l'avant voyant également ses lignes légèrement radoucies.

## Iveco Daily2egénération(1999-2014)

### 1resérie- Iveco Daily 2 (1999-2006)

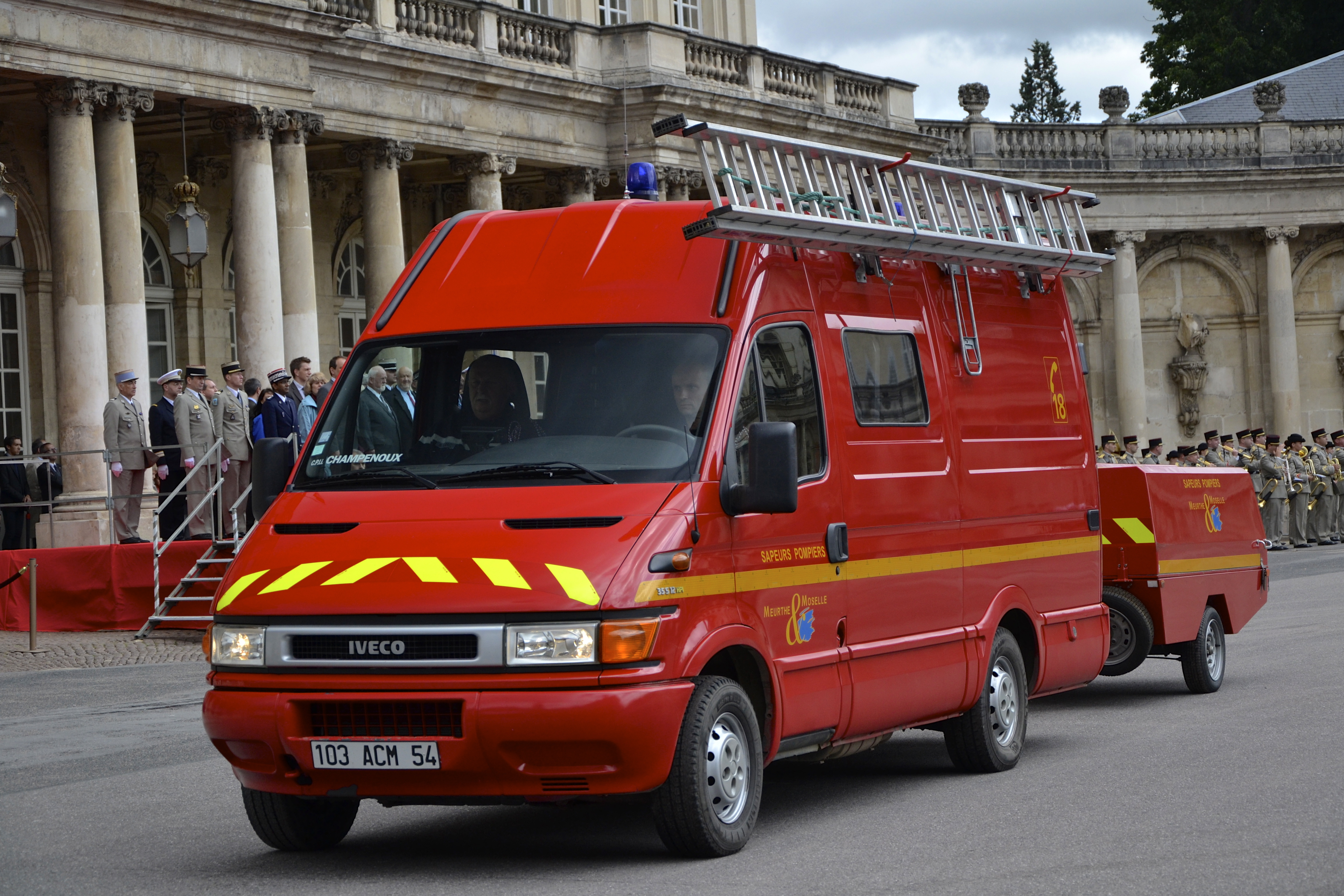
Un des nombreux fourgons de pompiers Iveco Daily de deuxième génération

C'est à Jerez de la Frontera, en Espagne, que l'Iveco Daily 2e génération est présenté sous le nom de "S 2000". C'est un véhicule entièrement nouveau dont la gamme s'élargit encore plus vers le haut, avec des versions allant jusqu'à 6,5 tonnes de PTAC et des moteurs de 146 ch DIN.
La gamme comprend aussi des versions légères avec des roues simples sur l'essieu arrière. Ces versions reposent sur un châssis allégé avec des suspensions adaptées. Les autres versions avec roues arrière jumelées conservent le châssis qui a fait la réputation du Daily, dont les cotes sont inchangées afin de permettre le transfert des équipements (bennes, citernes, etc…) d'un ancien Daily sur un nouveau.
La cabine bénéficie d'une esthétique particulièrement agréable et moderne, ce qui vaudra au Daily d'être élu « Van of the Year 2000 ».
Les versions TurboDaily sont supprimées de la gamme, puisque toutes les motorisations sont désormais turbocompressées, ainsi qu’à injection à rampe commune (technologie Unijet common rail, brevet Fiat Magneti-Marelli). En 2004, les versions AGile, avec boîte automatique ou manuelle à 6 rapports, et GNC - méthane - font leur apparition.
La gamme s'enrichit encore d’une version plus lourde, le Daily 65 avec un PTC de 6,5 tonnes, et d’une plus légère, le Daily 28 de 2,8 tonnes.
À partir de 2004, Iveco propose une boîte de vitesses automatique en option sur tous les modèles.
Plusieurs pièces de carrosserie de la cabine du nouvel Iveco Daily sont communes au Renault Master II, les plus visibles étant le pare-brise et les portières, identiques entre les deux modèles.

### 2esérieIveco Daily 2 (2006-2013)

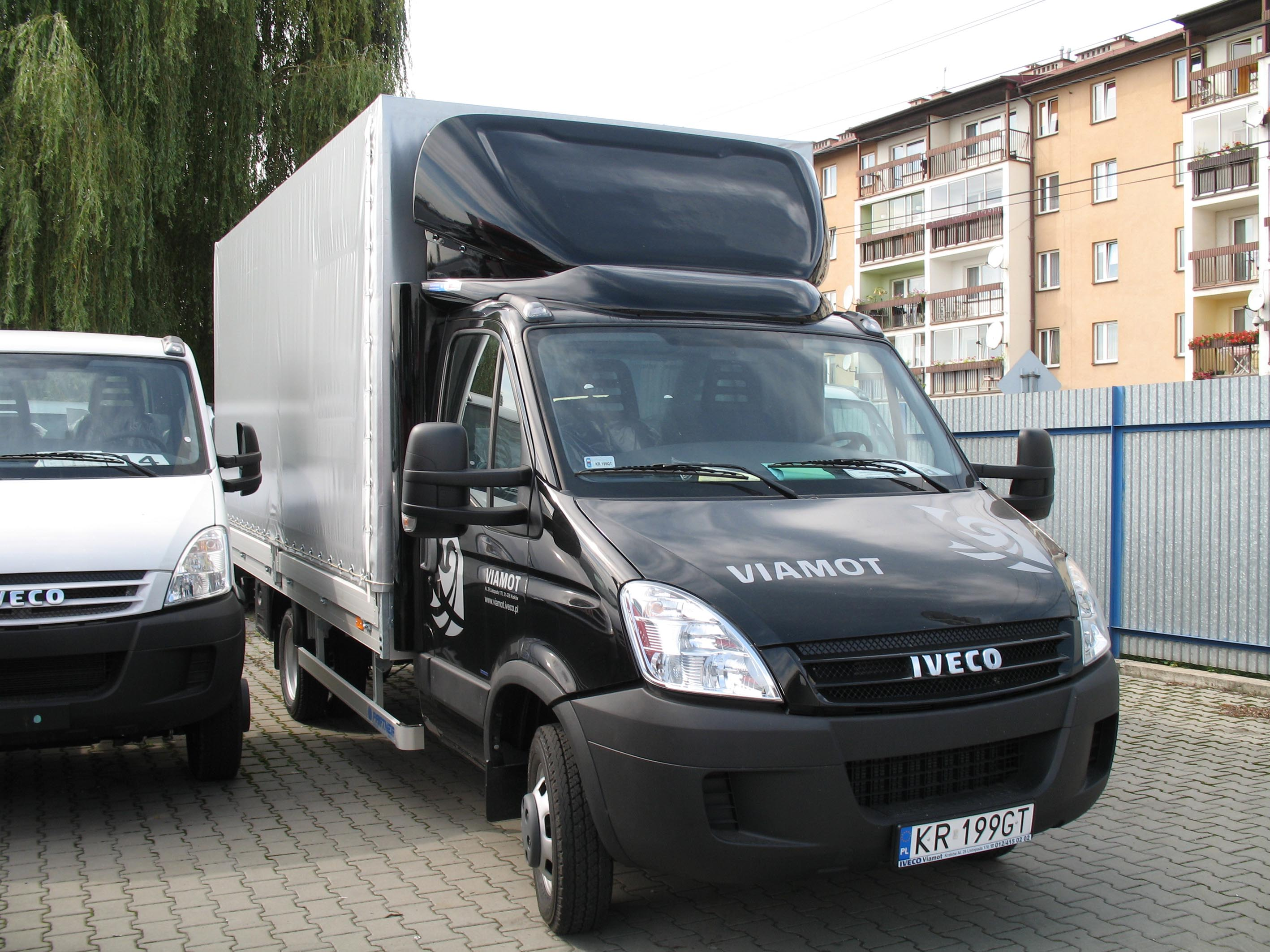
Version châssis-cabine avec caisse bâchée du Daily 2 (2e série)

La cabine de la 2e série de l'Iveco Daily 2 est dessinée par Giorgetto Giugiaro. Le véhicule est doté d'une nouvelle face avant qui se veut plus moderne. Disponible en version fourgon, châssis cabine, double cabine, combi, minibus, AGile et CNG, Iveco annonce 2 500 variantes possibles de cette génération de Daily. Iveco équipe tous les modèles de l'ESP, système de contrôle de la stabilité.
Le constructeur a doté son modèle Daily, en série, d'une foule impressionnante de systèmes de sécurité active et passive avec le système de sécurité ESP 9 et ses capteurs actifs, qui comprend :
- ABS (antiblocage des freins),
- EBD (répartiteur électronique de freinage),
- ASR (contrôle de la traction),
- MSR (gestion du moteur pour contrôler la vitesse),
- ESP (contrôle de la stabilité),
- HBA (assistance au freinage d'urgence),
- Hill Holder (aide au démarrage en côte),
- LAC (système de reconnaissance de la distribution longitudinale du chargement),
- TSM (contrôle de stabilité de la remorque),
- HRB (augmentation du freinage sur l’essieu arrière en cas de freinage d’urgence),
- HFC (système de compensation de la fatigue du freinage),
- RMI (système anti-renversement en virage),
- ROM (système anti-renversement en phase d'accélération latérale).

Les versions minibus, commercialisées sous la marque Irisbus, vont de 16 à 28 places. D'autres carrossiers étrangers comme Integralia, Indcar ou Vehixel proposent aussi des minibus sur la base du Daily.
Depuis son lancement, plus de 1 500 000 véhicules ont été fabriqués.

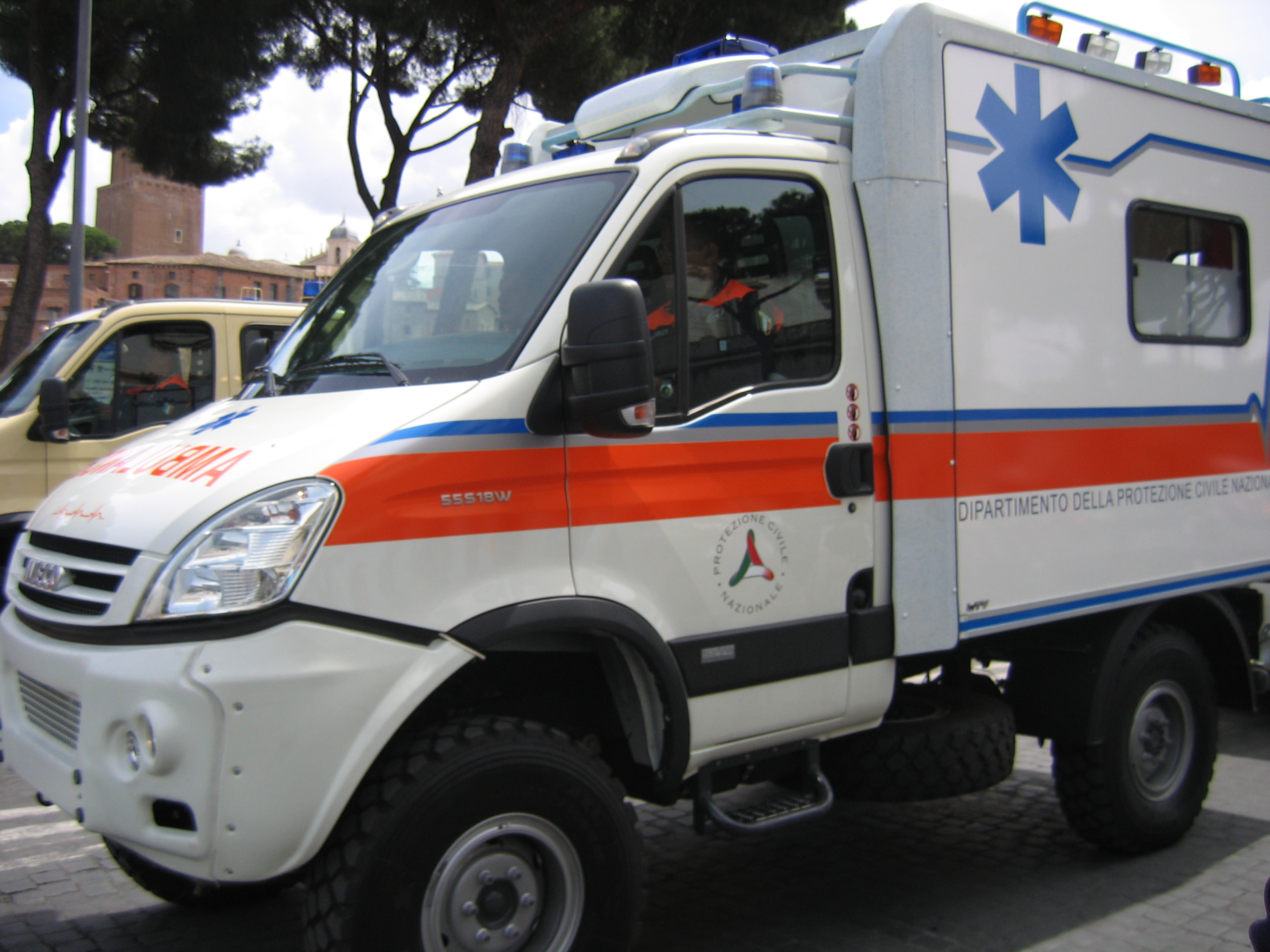
Iveco Daily 55S18W 4x4 de la Protection Civile Italienne.

En 2009, Iveco remplace les moteurs des modèles Daily par des moteurs Euro 5, deux ans avant l'entrée en vigueur de cette norme. Iveco lance également le Daily Overland, le Daily 55S18WD 4x4 de 5.5 tonnes avec une cabine double. C'est l'œuvre de la carrosserie Onnicar Veicoli Commerciali de Corneliano d'Alba près de Cuneo sur un projet d'Iveco. Ce véhicule a abrité des médecins et un équipement médical de l'Université de Parme qui, grâce à l'opération italienne Overland World Truck Expedition ont pu aider, y compris par télé assistance, les points de secours et dispensaires présents dans les zones les plus reculées d'Afrique.
Une version avec cabine simple du Daily Overland a été développée pour la Protection Civile Italienne.
En 2009, Iveco présente le Daily Electric, un véhicule électrique unique au monde dans ce secteur de marché, équipé d'un moteur de 60 kW avec un couple de 230 N m, il dispose d'une autonomie de 120 km à pleine charge. Iveco présente également la version de 7,0 tonnes du Daily.
En 2010, Iveco fête les 2 000 000 d'exemplaires des Daily vendus dans le monde.

### 3esérieIveco Daily 2 restylé (2012-2014)

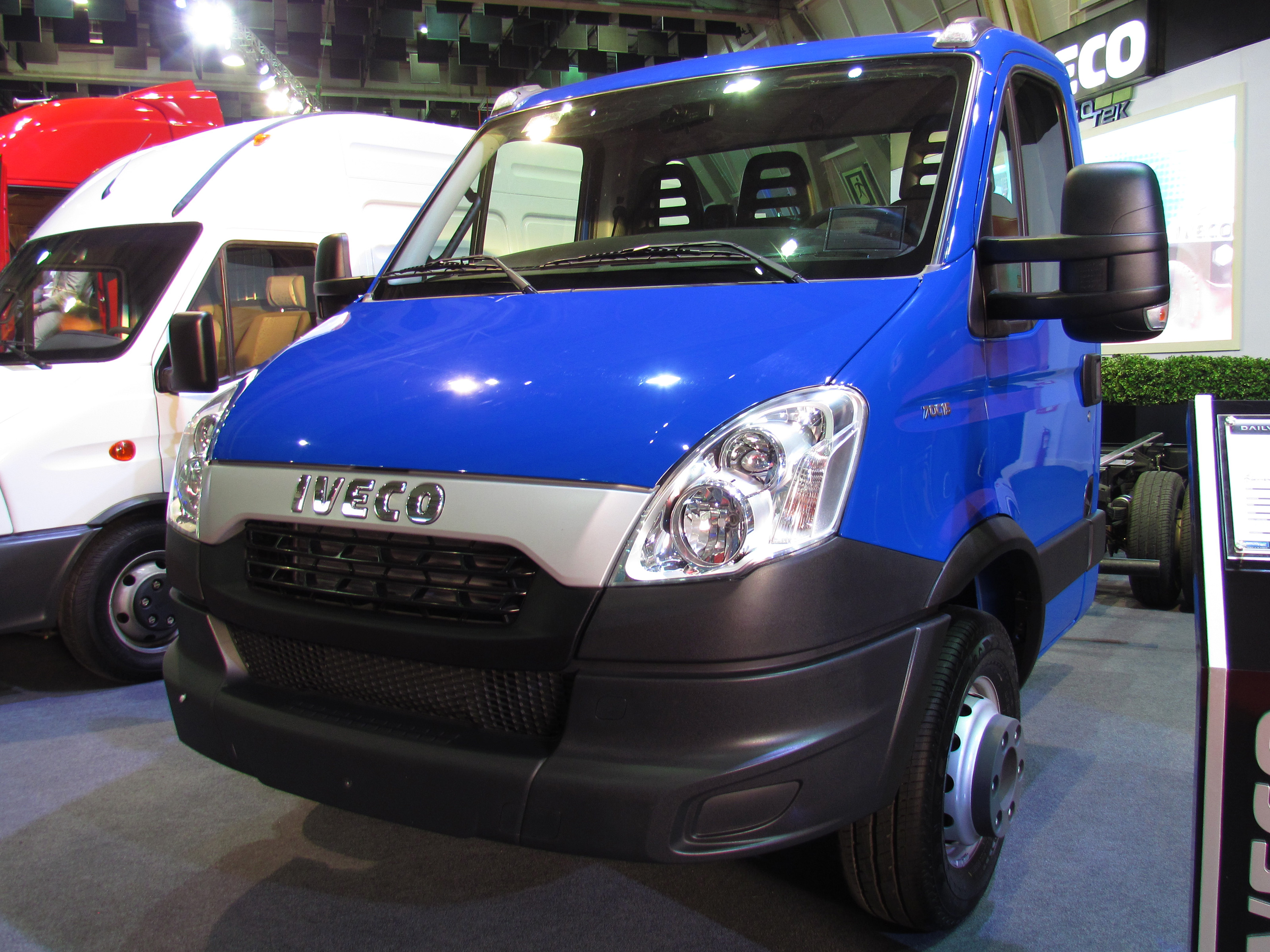
Un "châssis-cabine" Daily 2 - version "face-liftée" d'après 2011

Cette modification a été dévoilée le 29 juin 2011.
En plus d'une face avant redessinée avec un aspect plus agressif, la principale nouveauté de cette version est le nouveau moteur 4 cylindres Diesel Fiat Powertrain Industrial Euro 5 de 3 litres, développant une puissance de 205 ch DIN (150 kW) et un couple maximal de 470 N m grâce à l'adoption de deux turbocompresseurs. Avec le moteur Diesel de 3 litres ou la version Natural Power, alimenté au gaz naturel, le Daily MY 2012 respecte les normes écologiques européennes EEV (Enhanced Environmentally friendly Vehicle).
Tous les moteurs Diesel utilisent un système EGR et sont équipés d'un filtre à particules (FAP) de série.
La gamme Daily 2012-2014 est constituée de six versions de PTAC allant de 2,8 t à 7 t, avec une charge utile allant jusqu'à 4,7 tonnes et un volume utile jusqu'à 17,2 m3, avec des motorisations Diesel, GNV et électrique. Depuis son lancement, en 1978, plus de 2,6 millions de Daily ont été vendus dans 110 pays dans le monde.

## Iveco Daily3egénération (2014-en cours)

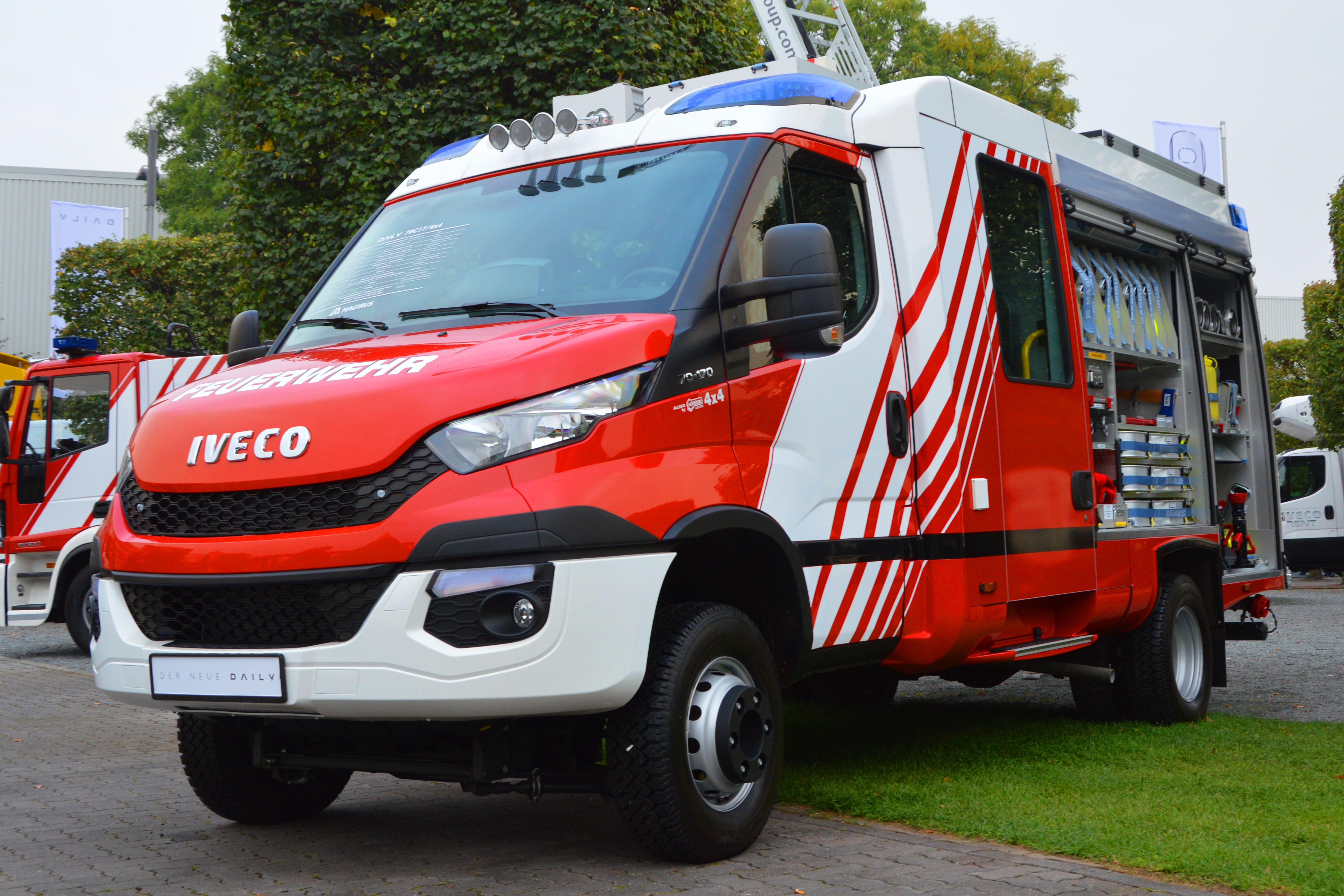
Iveco Daily en version pour pompiers.

La troisième génération du Daily est présentée en France  et commercialisée à partir de juillet 2014. 
Par rapport à la génération précédente, le véhicule est entièrement nouveau, à la seule exception des moteurs. Sa structure conserve la philosophie qui a fait le succès du modèle, avec un châssis très robuste de type camion. Le nombre de variantes est encore plus important, avec 3 empattements et 5 longueurs.
La gamme de poids s’étend cette fois de 3,30 tonnes à 7,0 tonnes de PTAC. Les équipements proposés par les carrossiers spécialisés homologués sont au nombre de 8 000, capables donc de satisfaire tous les domaines d'activité.
Le confort de conduite a encore été amélioré, avec de nouvelles suspensions et un siège conducteur plus ergonomique aux multiples réglages. La face avant a été redessinée pour améliorer l'aérodynamique générale. Les aides à la conduite, désormais primordiales pour la sécurité active, comprennent le contrôle électronique de la stabilité (ESP), l'indication de franchissement des lignes blanches (LDWS) et la caméra de recul pour les manœuvres. On retrouve en option les suspensions pneumatiques à l'arrière. L'Iveco Daily est salué par le prix de Van of the Year 2015.
En 2015, Iveco dote le Daily d'une nouvelle boîte de vitesses automatique Hi-Matic à 8 rapports qui permet de belles économies de carburant et un meilleur confort de conduite.
En 2016, les moteurs du Daily, des 2,3 et 3,0 litres développant 106 à 205 ch DIN, deviennent tous conformes Euro 6 et permettent de réduire la consommation de 12% par rapport aux précédents modèles équivalents. En 2018, L'Iveco Daily est élu "Van of the Year 2018".

### Iveco Daily 3 Phase 2 (2019 - en cours)
En avril 2019, Iveco apporte une nouvelle retouche au style du Daily. L'intégralité des moteurs respectent la norme Euro6-d Temp.
La face avant évolue légèrement ; on note une calandre redessinée et des projecteurs à LED en option.
À l'intérieur, le volant est nouveau, de même que l'écran multimédia ; le frein à main devient électrique. Le Daily reçoit des aides à la conduite telles que le freinage d'urgence ou le régulateur de vitesse adaptatif.
Sous le capot, le moteur 3 litres développe une puissance de 210 ch DIN. Tous les blocs moteurs sont équipés du système Stop & Start. La boîte automatique Hi-Matic à convertisseur est également reconduite.

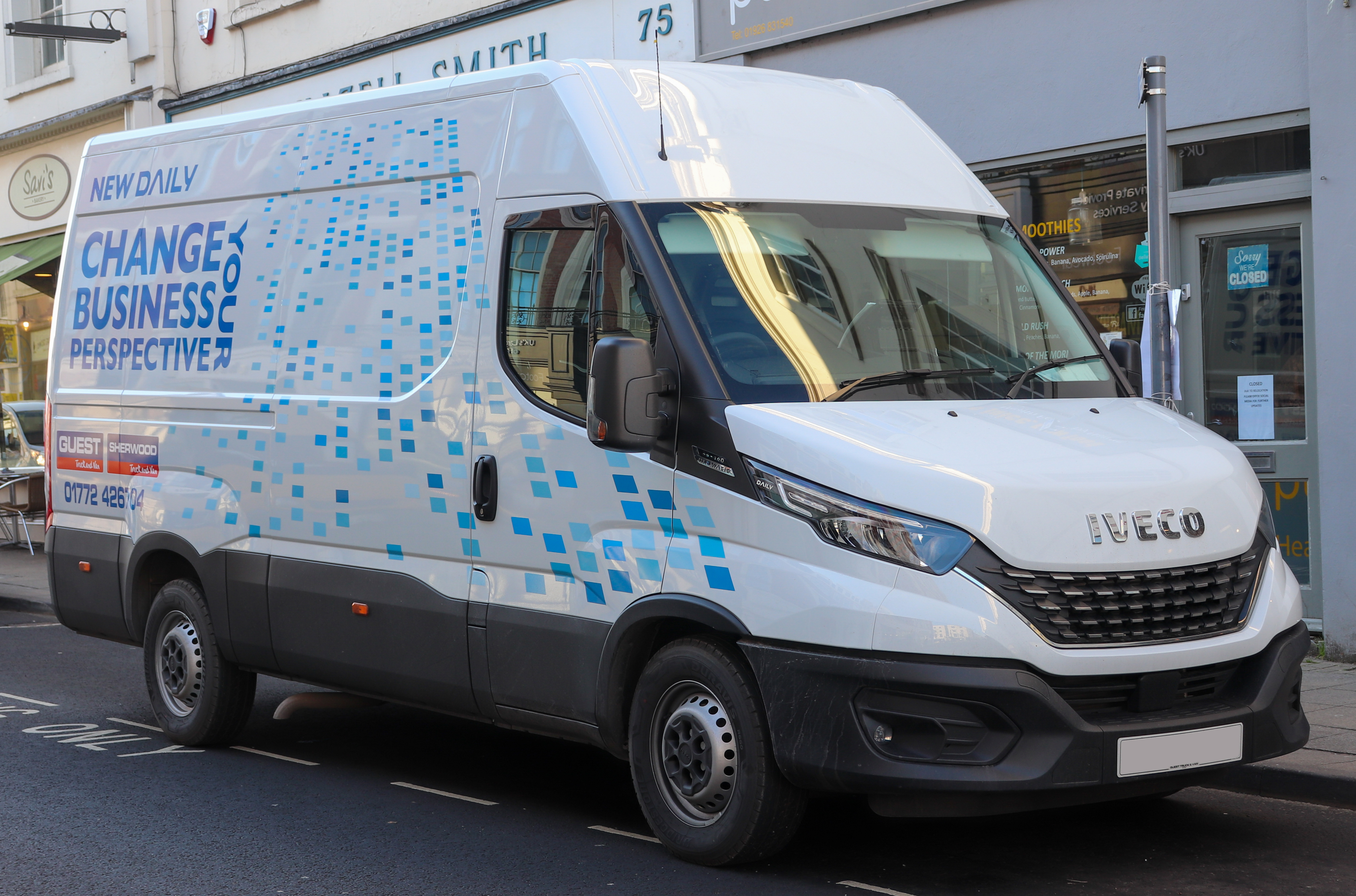
Iveco Daily restylé.

### Moteurs de la gamme
- Diesel 2 300 cm3 - Iveco F1A Euro 6 Light Duty
  - 85 kW/116 ch – 320 N m
  - 100 kW/136 ch - 350 N m
  - 115 kW/156 ch - 380 N m

- Diesel 3 000 cm3 - Iveco F1C Euro 6 Light Duty
  - 110 kW/150 ch - 350 N m
  - 132 kW/180 ch - 430 N m
  - 150 kW/205 ch - 470 N m

- Diesel 3 000 cm3 - Iveco F1C Euro 6 Heavy Duty
  - 110 kW/150 ch - 350 N m
  - 132 kW/180 ch - 430 N m

- GNC 3 000 cm3 - Iveco F1C Euro 6 Heavy Duty
  - 100 kW/136 ch – 350 N m (méthane/Diesel)

Le 3 décembre 2021, Iveco fête la production du 1 600 000 ème Daily dans son usine italienne de Suzzara, en Lombardie.

### La version militaire Iveco Daily MUL
À l'occasion d'Eurosatory 2016, Iveco Defence Vehicles a présenté le successeur de son véhicule Iveco VM 90 par le nouveau MUL - Military Utility Vehicle, le M 70.20 4x4.
Il remplace le précédent VM 90, version militaire du Daily, lancé il y a bientôt 30 ans et qui a été livré à plusieurs milliers d'exemplaires à presque toutes les armées du monde et à l'ONU dans ses campagnes de paix.
L'Iveco M 70.20, premier modèle d'une série qui va s'étoffer rapidement, peut transporter 9 passagers et offre une charge utile de 3,65 tonnes. Comme son prédécesseur, il peut recevoir un blindage plus ou moins important selon l'utilisation du véhicule.

## Exemplaires fabriqués à l'étranger
Iveco fabrique le Daily dans ses usines italiennes de Suzzara, à l'est de Milan. En décembre 2021, Iveco a fêté la sortie de son 1 600 000e Daily de l'usine de Suzzara.
Le Daily est également dans de nombreux pays étrangers :
- Chine : Iveco avec sa filiale NAVECO, fabrique le Daily dans des très nombreuses versions Diesel depuis 1986 au rythme de 40 000 véhicules par an.
  - Le 17 mars 2009, Naveco a livré les premiers exemplaires de la 2e génération du Daily, dans sa version électrique, d'une autonomie de 220 km à pleine charge. Le Daily électrique a été retenu comme véhicule officiel pour l'Expo Shanghai 2010, minibus et véhicule de transport.
  - Le 7 juillet 2017, Iveco a présenté la 4e génération du Daily chinois. Bien que très légèrement différent esthétiquement du modèle italien de 2015, il en reprend le style. La planche de bord est celle de la version italienne de 2012 tandis que les motorisations sont identiques, les moteurs Fiat Powertrain Technologies 2,3 et 3,0 litres[8].
- Espagne : Iveco a racheté le constructeur espagnol Pegaso par Iveco en septembre 1990 et a fondé Iveco España. Le premier Daily est sorti de la chaîne de production espagnole le 11 mars 1992. En janvier 2022, l'usine de Valladolid a fêté son 700 000e Daily. L’usine produit 140 exemplaires du Daily chaque jour[9].
- Serbie : Zastava Kamioni fabrique sous licence les ZK Rival et Turbo Rival qui sont les Iveco Daily Génération 1 de la première et seconde série, en version Diesel et turbodiesel.
- Argentine : Fiat V.I. Argentina a fabriqué entre avril 1993 et 1995 le Daily seconde série dans son usine de Cordoba, dans la version 49.10 châssis cabine. Équipé du moteur Diesel Fiat 8140-27 de 2 499 cm3 de cylindrée développant 103 ch à 3 800 tr/min. 885 exemplaires de ce modèle ont été produits localement. Depuis 1995, ce véhicule est importé de l'usine Iveco Brazil.
- Brésil : Fiat-Iveco Brazil fabrique dans son usine de Sete Lagoas, la gamme Daily depuis 2000, avec les mêmes caractéristiques qu'en Europe.
- Russie : avec Severstal, 25 000 exemplaires du Daily par an depuis 2008.
- Turquie : OTOYOL SANAYI - Fabrication de l'ancienne génération de l'Iveco Daily, de l'actuelle génération de l'Iveco Daily, de l'Iveco Zeta (35.9/65.9), et de certains véhicules industriels

## Motorisations de la troisième génération en cours de fabrication
- 2.3 HPI - 106 ch et 126 ch
- 2.3 HPT - 136 ch
- 3.0 HPI - 146 ch
- 3.0 HPT - 176 ch et 205 ch
- 3.0 CNG - 136 ch

## Iveco Daily Minibus

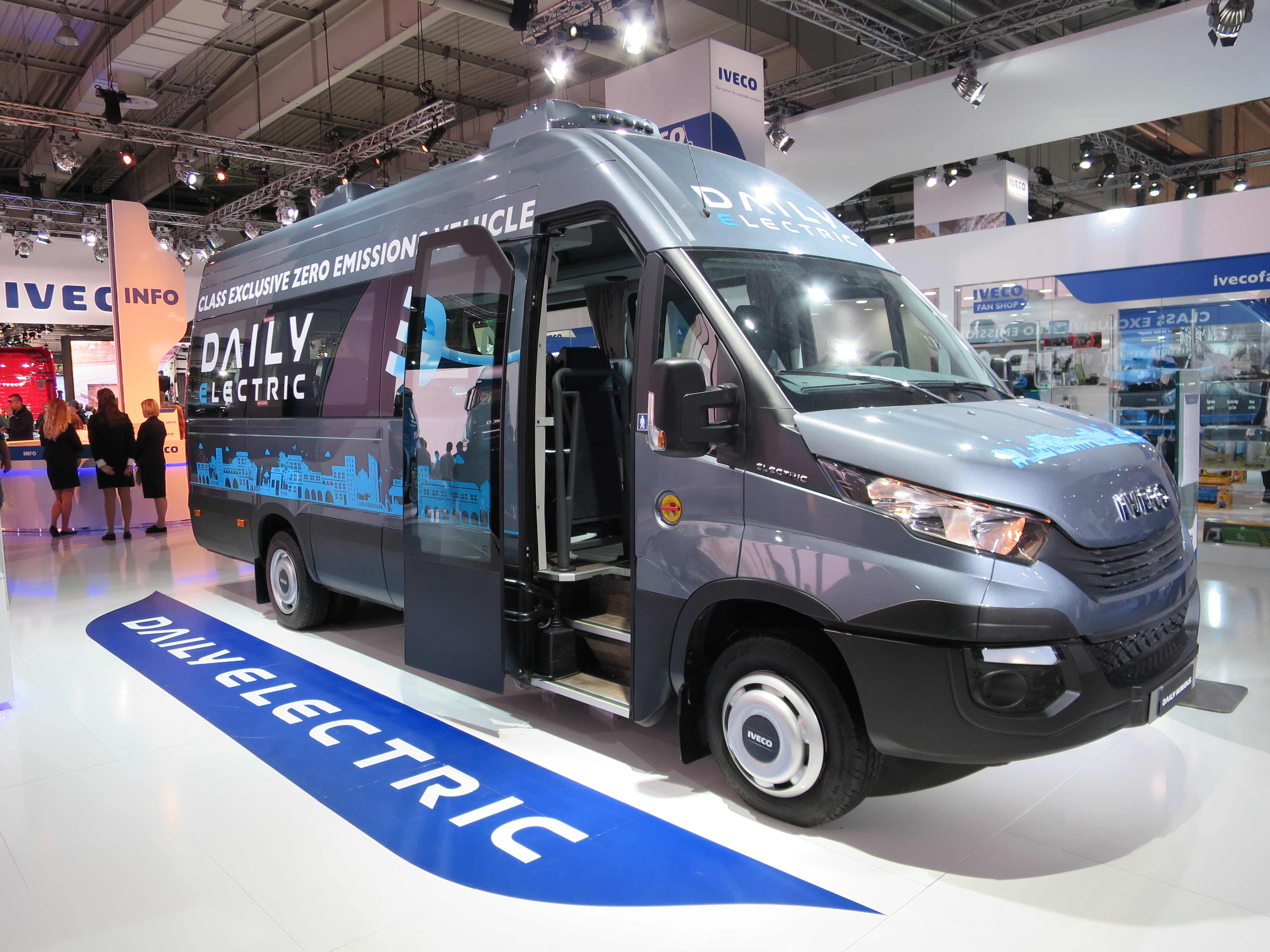
Minibus Iveco Daily Électrique FIIA 2016.

Le Daily a, depuis sa présentation en 1981, servi de base au transport en commun, dans les versions bus scolaire, minibus urbain et minibus privé pour hôtels et de luxe. Commercialisé successivement sous les marques Iveco, puis Irisbus et maintenant Iveco Bus, il a évolué comme le fourgon et conservé une clientèle fidèle.

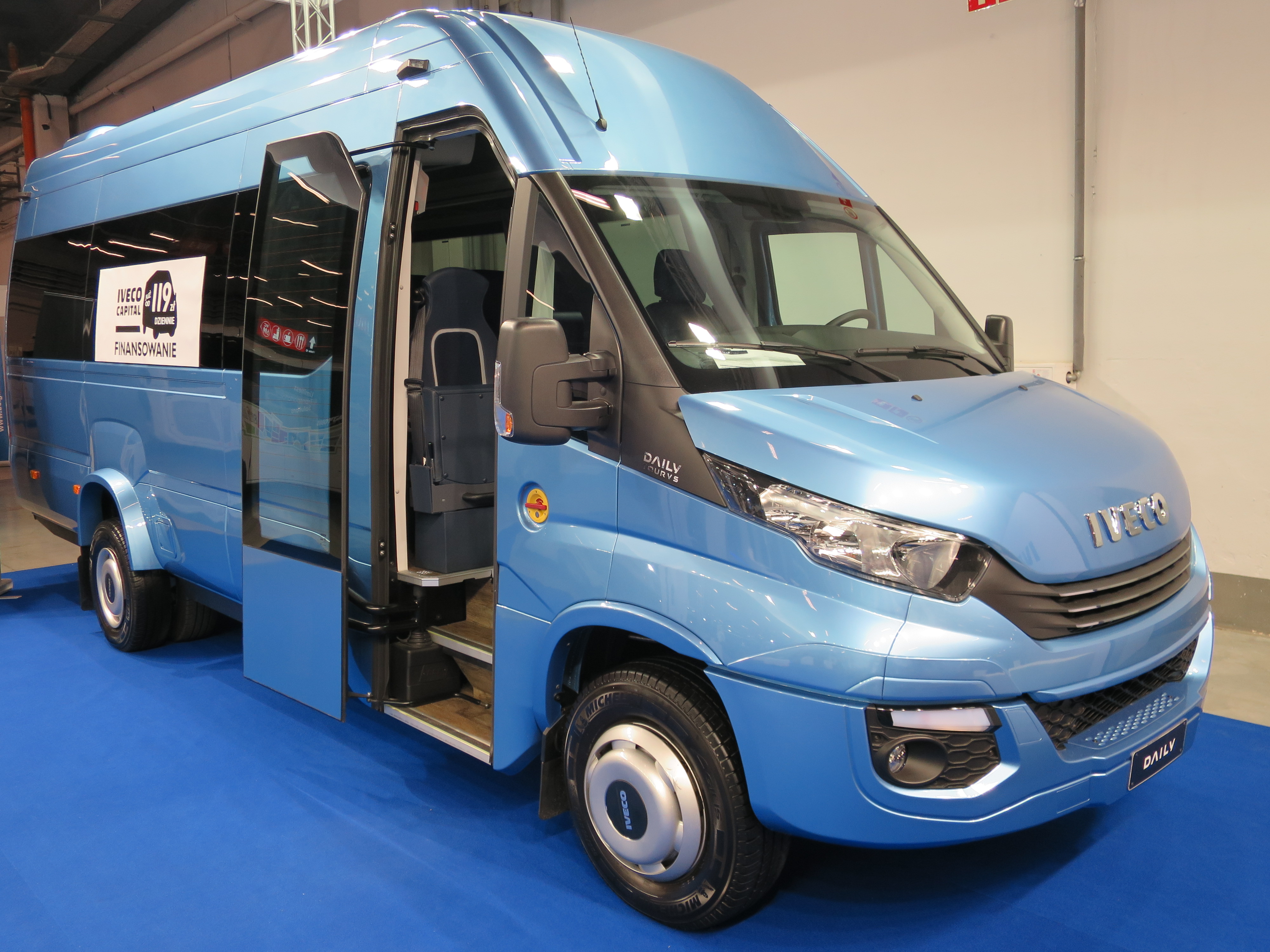
Iveco Daily Tourys.

Comme le fourgon qui a été récompensé à plusieurs reprises par le prix "Van of the Year", l'Iveco Tourys s'est vu discerner le 23 mai 2017, le premier prix du Minibus Euro Test par le jury du "Bus & Coach of the Year", sous l'égide de la FIAA.

## Iveco Daily Hybride Micro-Vett
Le Daily Hybride est commercialisé depuis le 2 mai 2008. Ce véhicule utilitaire est doté de deux motorisations parallèles :
- électrique pour la ville, avec une vitesse maxi de 40 km/h et une autonomie de 100 km.
- Diesel pour les longs trajets (autoroutes et nationales), avec une vitesse maxi de 160 km/h et une autonomie de 800 km.

Le passage d'une motorisation à l'autre se fait grâce à un bouton et l'utilisation en mode Diesel recharge les batteries. Chaque freinage et décélération aboutit à la récupération d'énergie mais les batteries peuvent aussi être rechargées au garage avec une simple prise de courant ordinaire. L'économie de carburant annoncée est en moyenne de 25 %.

### Caractéristiques techniques
- Performances :
  - batteries plomb-gel : Autonomie en électrique 30 km, Vitesse max. 50 km/h en électrique et 160 km/h en Diesel
  - batteries lithium phosphate (S) : Autonomie 45 km, Vitesse max. 50 km/h et 160 km/h en Diesel
  - batteries lithium phosphate (L) : Autonomie 90 km, Vitesse max. 50 km/h et 160 km/h en Diesel
- Autonomie : de 25 à 100 km
- Vitesse : de 50 à 160 km/h
- Émission de CO2 : moteur électrique 0 g/km, moteur Diesel 164 g/km, moyenne 104 g/km
- Charge utile max. : 1 t pour la version 3,5 t
- Poids de l'équipement: 350 kg
- Moteurs :
  - Iveco 2,3 HTP Diesel de 136 ch à 3 900 tr/min, couple max 320 N m à 1 700 tr/min. 4 temps à injection directe suralimenté avec turbo et intercooler. Refroidissement à eau avec ventilateur à embrayage électromagnétique. Monobloc en fonte et culasse en aluminium. Système d’injection common rail de Magneti-Marelli 2e génération. Dispositif antipollution par post-traitement du type EGR, filtre à particules en option.
  - Électrique : Batteries 12 V – 110 Ah, alternateur de 1 680 W 84 V (14 V – 120 A). Recharge avec le moteur Diesel : environ 100 km pour une autonomie de 25 km en électrique.

## Iveco Daily Électrique
Iveco a réalisé le premier Daily électrique en 1986. Au fil des années, la gamme s'est développée et a évolué avec les nouveaux types de batteries apparus sur le marché. La gamme Iveco Daily à propulsion électrique comprend les fourgons et les minibus urbains.
L'Iveco Daily Électrique utilise aujourd'hui des batteries au lithium.
Caractéristiques techniques :
- Batteries lithium phosphate (S) : Autonomie 90 km, Vitesse 70 km/h limitée électroniquement,
- Batteries lithium phosphate (L) : Autonomie 130km, Vitesse 70 km/h limitée électroniquement,
- Pente max. 25 %,
- Émission CO2 : 0 g/km,
- Charge utile max.: 1 t pour la version 3,5 t,
- Poids de l'équipement: 350 kg
- Moteur électrique Asynchrone triphasé : 30 kW nominal - Pick Power : 60 kW avec la version 35S,
- Moteur électrique Asynchrone triphasé : 40 kW nominal - Pick Power : 80 kW avec la version 50C,
- Recharge sur simple prise secteur : 4 à 8 heures,

L'Iveco Daily Électrique existe en version 35S et 50C cabine fourgon, cabine fourgon semi-vitré, cabine simple et cabine double. En France, ce véhicule est soutenu par l'ADEME.
La société DHL Allemagne a mis en service son 41e fourgon Daily le 23 septembre 2013.

## Iveco Daily 4×4
On peut quasiment considérer que le Daily 4×4 représente une gamme indépendante du Daily traditionnel. La première série TurboDaily 4×4 est lancée en 1982. Le modèle est construit sur le châssis 40.10W à empattement court. Le TurboDaily 4×4 bénéficie d'une chaîne cinématique propre, comparable à celle d'un tracteur agricole au niveau robustesse et fiabilité : boîte de vitesses à 5 rapports courts, blocage manuel du différentiel et réducteur à 2 vitesses. Tout pilote habitué à ce type de véhicule équipé des pneumatiques adéquats, grâce aux 10 rapports de boîte à sa disposition, est en mesure d'affirmer que l'engin peut affronter tous les terrains même les plus accidentés et délicats.
Le TurboDaily 4x4 dispose d'une garde au sol beaucoup plus importante et de jantes de 16 pouces. Unique inconvénient de cette version, les performances routières réduites à cause des rapports courts de la boîte qui limitent la vitesse à 115/120 km/h.

## Iveco Daily militaire VM 40
C'est en 1983 qu'Iveco présente la version militaire du Daily, baptisée VM 40, véhicule sollicité par l'armée italienne et l'OTAN qui souhaitaient se doter d'un véhicule léger de transport de troupes non armé et plus maniable que le VM 90 - lui aussi dérivé du Daily 4x4 et en service depuis 1979. La filiale IVECO D.V. de Bolzano reprend le châssis Iveco 40.10W pour créer le VM.40, un véhicule polyvalent répondant aux standards OTAN, disponible en version "Torpedo" avec une capote en toile et en version blindée fermée, baptisé VM 40 Protetto (protégé).
Bien qu'à l'origine, la vocation du VM 40 fût uniquement militaire, la polyvalence de la version "torpedo" s'étant rapidement avérée, sa commercialisation fut réclamée par nombre d'organismes publics pour des utilisations "spécifiques" : lutte contre les incendies en terrain difficile pour le corps forestier d'État et le corps national des sapeurs-pompiers, mais également pour les équipes d'intervention des grandes entreprises publiques comme l'électricien ENEL. Une variante luxueuse de type SUV a été lancée par le carrossier italien Fissore : le Rayton Fissore Magnum.
Une version militaire minibus de 9 places fut également lancée sur la base du Daily VM 40 de 1990 à la demande de l'OTAN. Pour respecter son cahier des charges, Iveco dut remplacer les vitres latérales en verre trempé par du plexiglas. L'équipement du poste de conduite reprend celui du Daily, avec un tableau de bord simplifié, tandis que l'aménagement intérieur côté passagers est très spartiate. Des serrures supplémentaires spéciales ont été ajoutées sur chaque portière et une installation électrique spécifique pour alimenter les systèmes de bord a été montée. L'équipement radio et le système de protection incendie du véhicule militaire italien sont conservés.
Iveco a réalisé sur la même base Daily, des véhicules blindés pour les unités de sécurité des services de police et Carabiniers italiens destinés au transport des forces de l'ordre et des détenus. Construit sur le châssis du Daily 59.12 à empattement long avec un système de traitement d'air intérieur spécifique au corps des Carabiniers, à la Brigade Financière italienne et à la Police Pénitentiaire.

## Iveco Daily Camper pour les loisirs
En 2015, une version grand public est présentée au salon des Véhicules de Loisirs. L'Iveco Daily a été aménagé en camping-car:
- De 3,5t à 5,5t
- Simple ou double cabine
- 170 ch
- Boite de vitesses courtes ou longues
- Off road : 255/100R16

Plusieurs aménageurs de camping-car réputés utilisent le châssis-cabine proposé par Iveco, comme ils le font déjà avec le Ducato de Fiat Professional.

## Images Iveco Daily

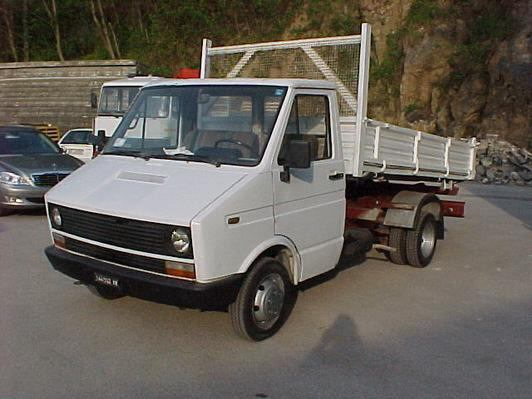
Fiat Daily génération 1 (1re série) 1978
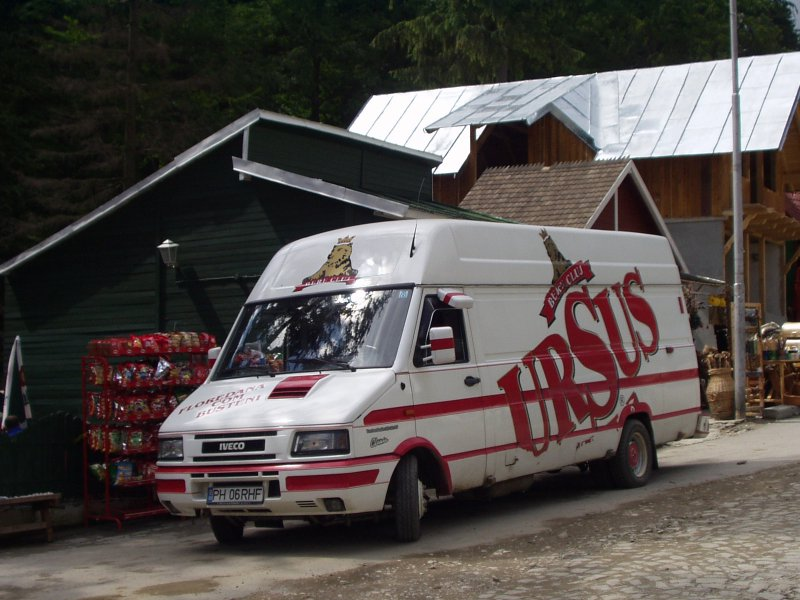
Iveco Daily Fourgon génération 1 (2e série)
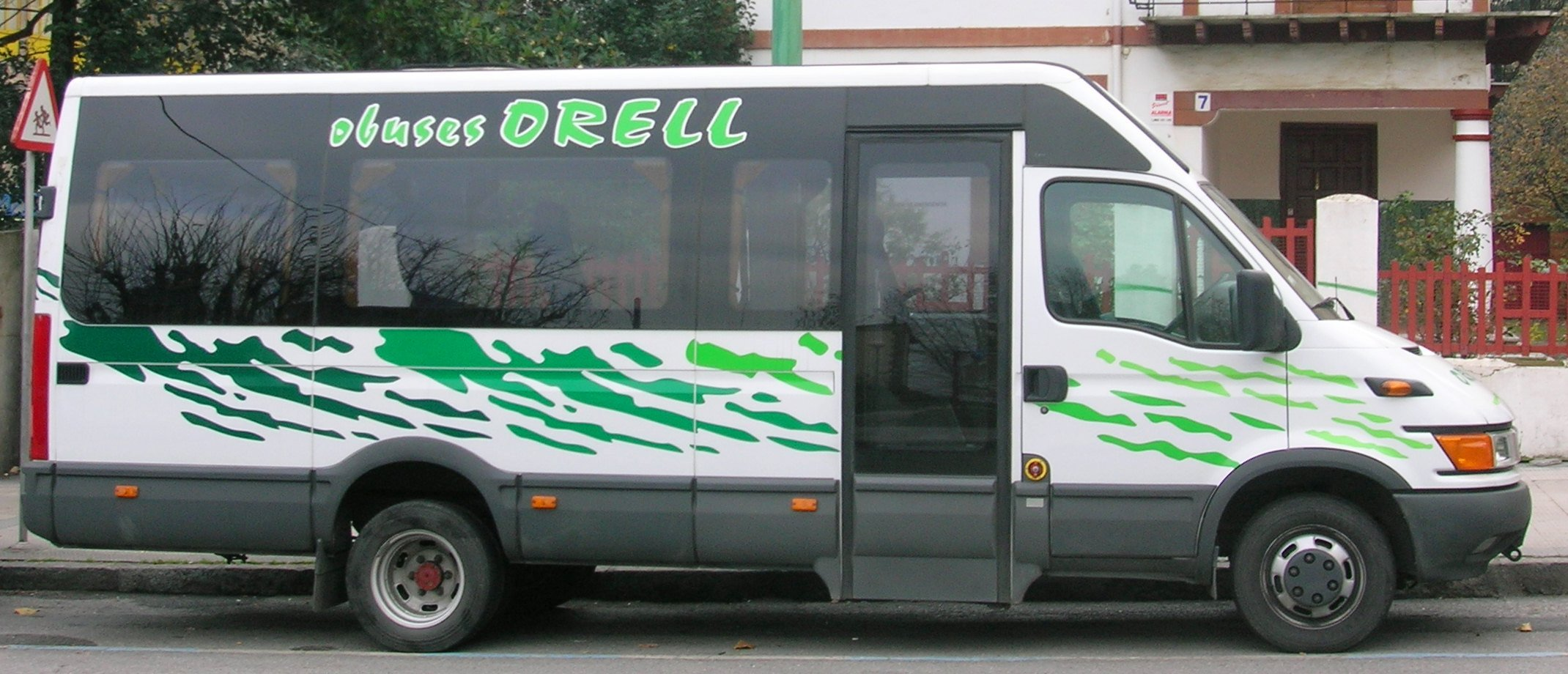
Irisbus Daily Minibus génération 2 (1re série)
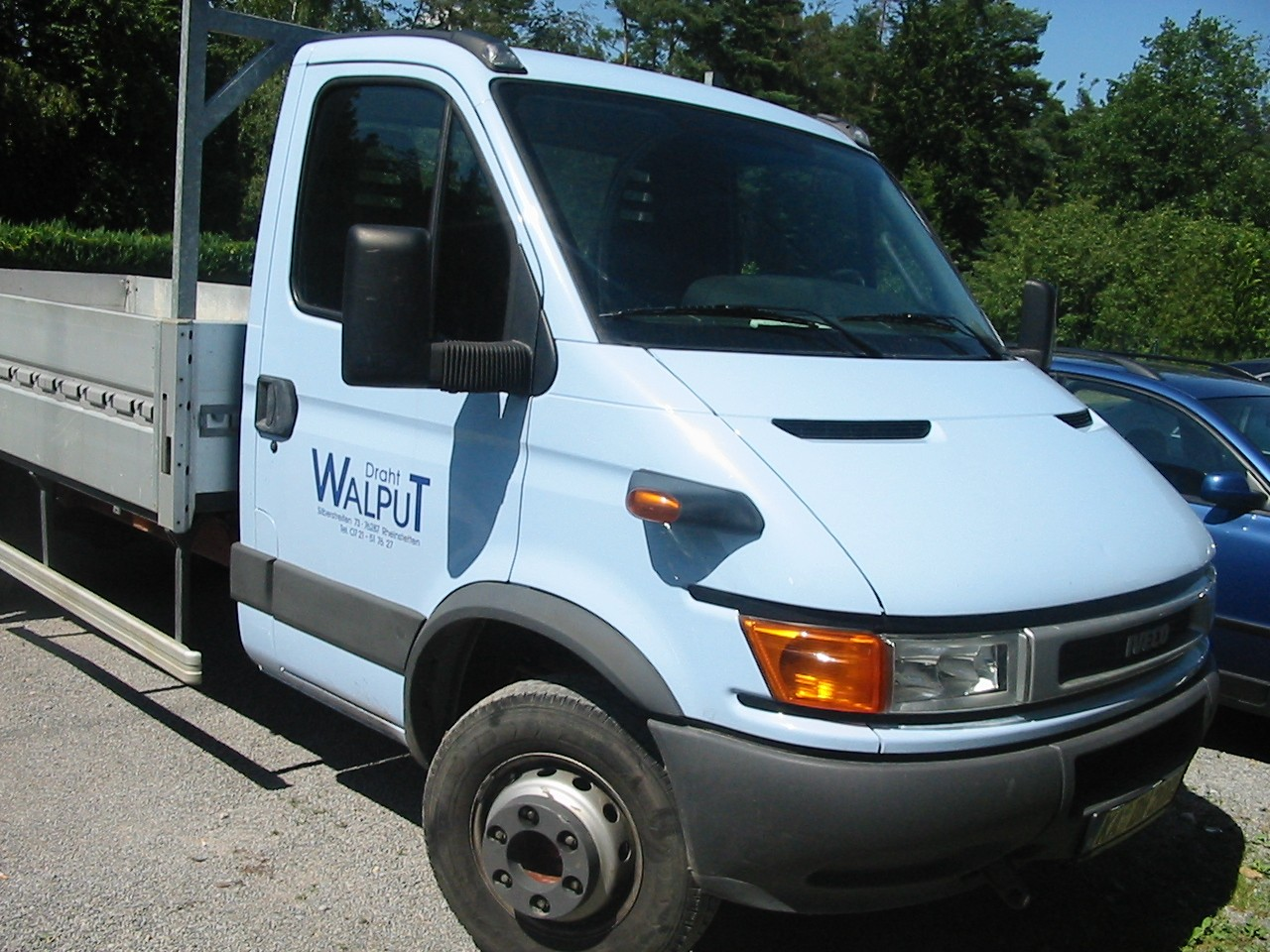
Iveco Daily châssis cabine génération 2 (1re série)
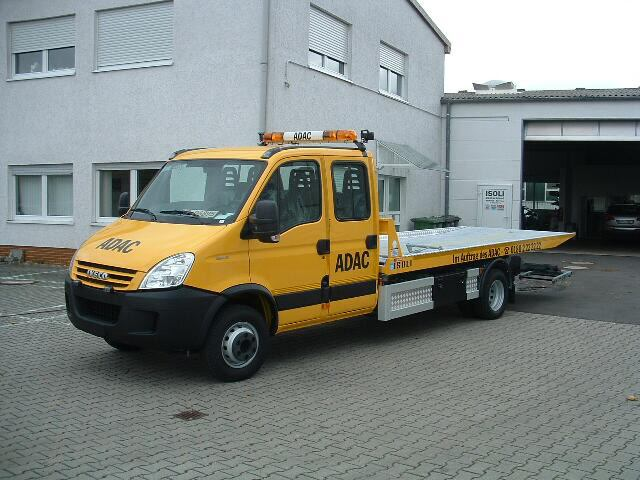
Iveco Daily génération 2 (2e série)
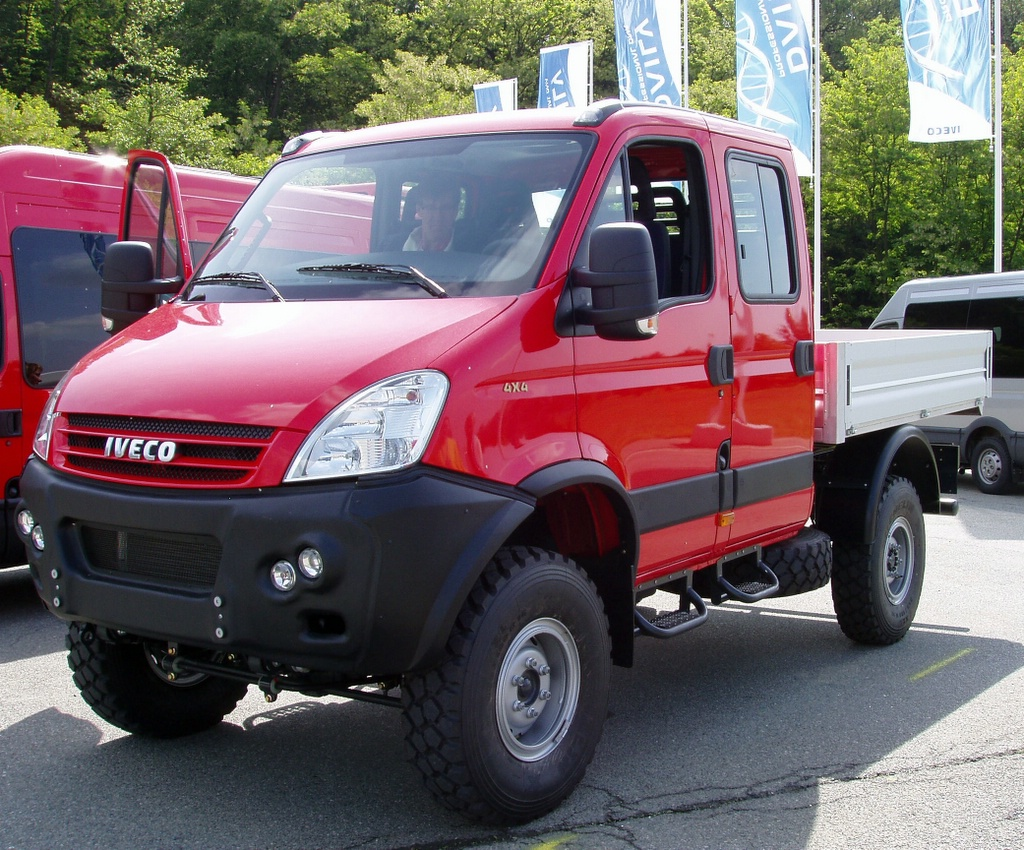
Iveco Daily 4x4 génération 2 (2e série)
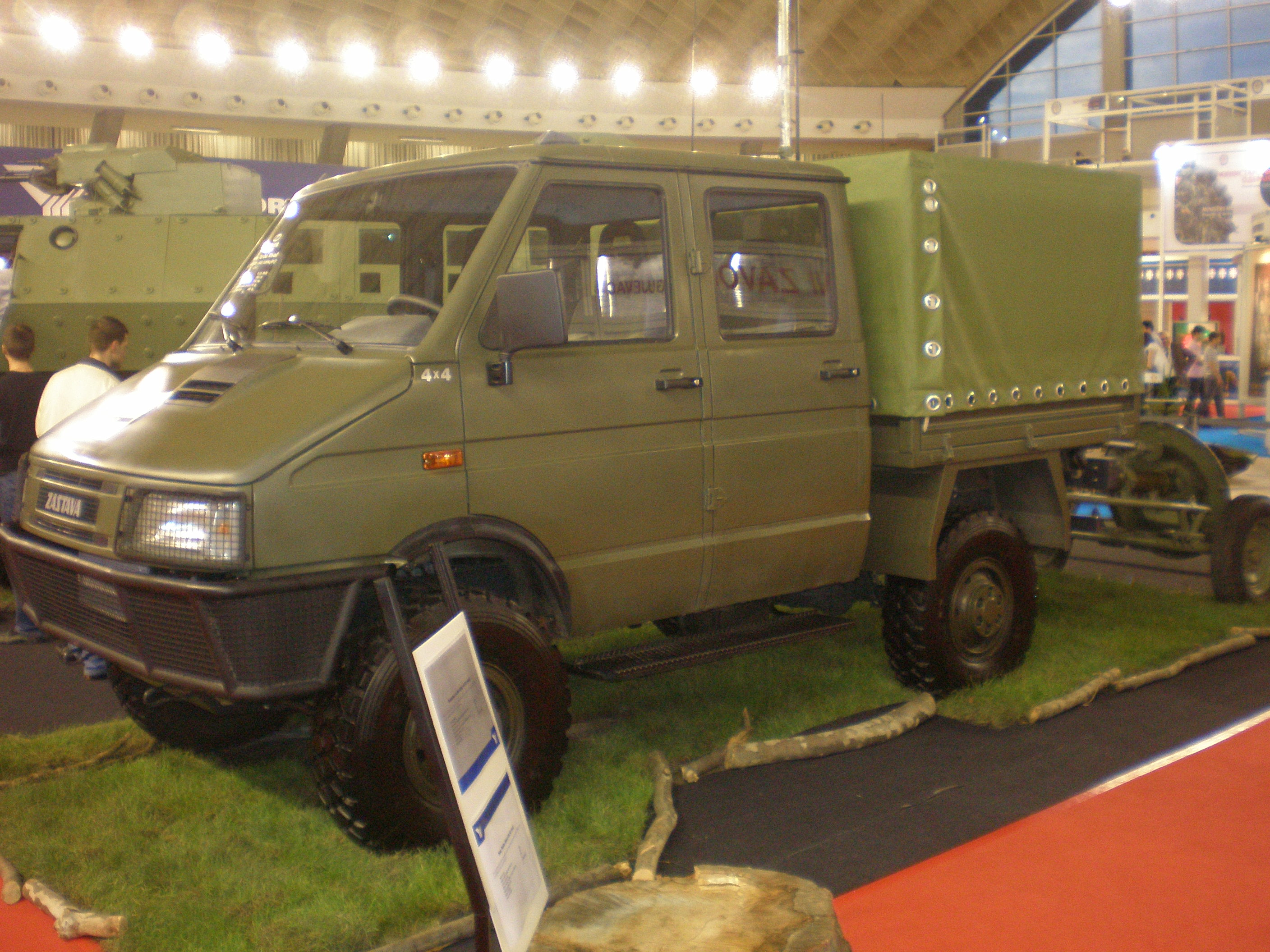
Zastava New Turbo Rival militaire
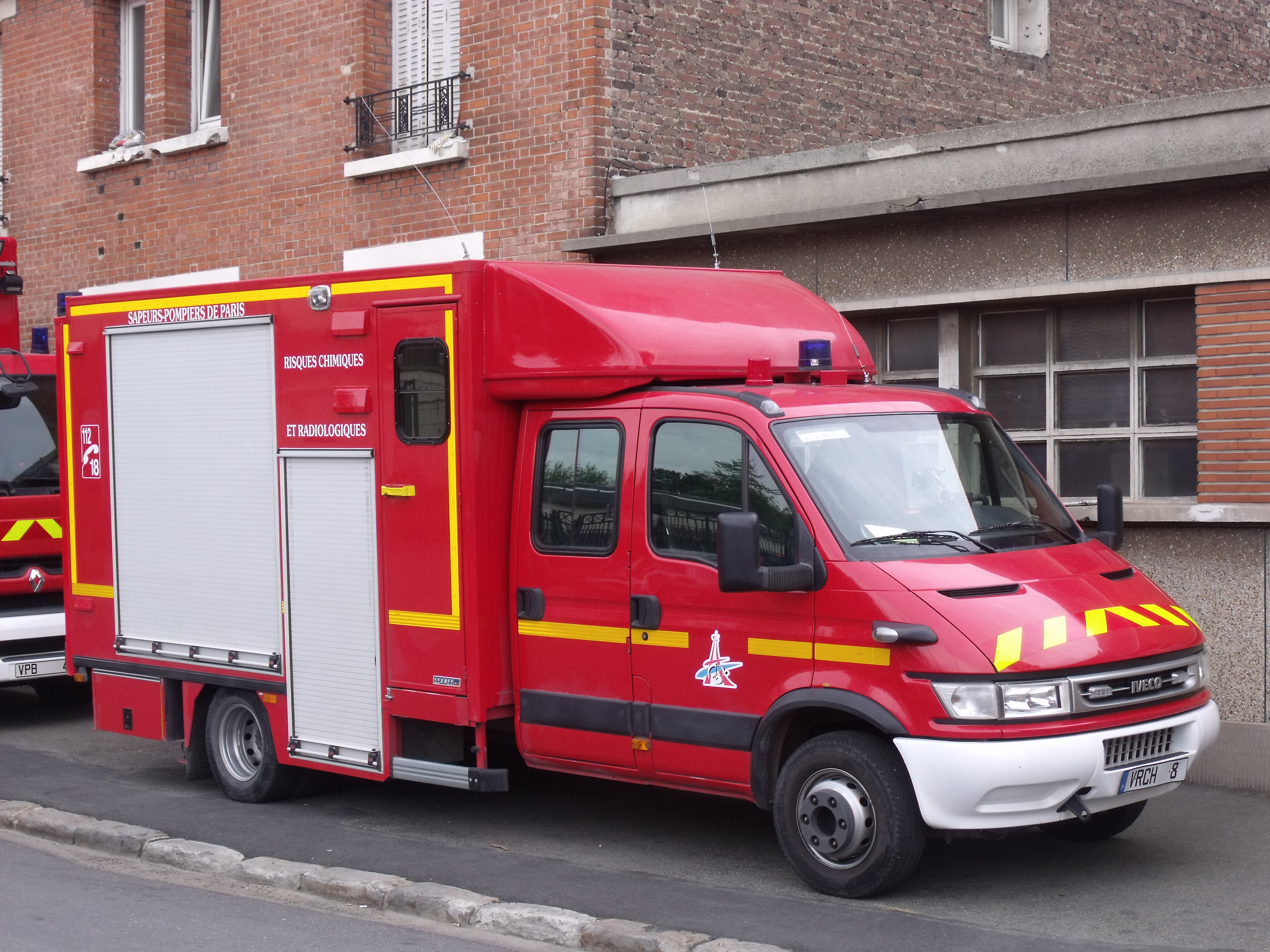
Iveco Daily 65C des pompiers de Paris